# Smolenja vas
Smolenja vas je naselje u slovenskoj Općini Novom Mestu. Smolenja vas se nalazi u pokrajini Dolenjskoj i statističkoj regiji Jugoistočnoj Sloveniji. 

## Stanovništvo
Prema popisu stanovništva iz 2002. godine naselje je imalo 464 stanovnika.